# Alexander Beyer
Alexander Beyer, född 24 juni 1973 i Erfurt, Östtyskland, är en tysk skådespelare.

## Filmografi
- 1997:  Hauptmann von Köpenick - regi Frank Beyer
- 1998:  Das Mambospiel - regi Michael Gwisdek
- 1999:  Bortom horisonten - regi Peter Kahane
- 1999:  Sonnenallee - regi Leander Haußmann
- 2000:  Liebesau - Die andere Heimat - regi Wolfgang Panzer
- 2000:  Tystnaden efteråt - regi Volker Schlöndorff
- 2001:  Das Monstrum - regi Miriam Pfeiffer
- 2001:  Die Hunde sind schuld - regi Andreas Prochaska
- 2001:  Heinrich der Säger - regi Klaus Gietinger
- 2001:  Gregor's Greatest Invention - regi Johannes Kiefer (Oscarnominerad som bästa kortfilm)
- 2002:  Tatort - Schlaraffenland - regi Nina Grosse
- 2002:  Sophiiiie! - regi Michael Hofmann
- 2002:  Halbe Miete - regi Marc Ottiker
- 2003:  Hamlet_X - regi Herbert Fritsch
- 2003:  Eierdiebe - regi Robert Schwentke
- 2003:  Good Bye, Lenin! - regi Wolfgang Becker
- 2004:  Hierankl - regi Hans Steinbichler
- 2005:  München - regi Steven Spielberg
- 2005:  Tatort - Nur ein Spiel - regi Manuel Siebenmann
- 2005:  3° kälter - regi Florian Hoffmeister
- 2005:  Leningrad - regi Aleksandr Buravsky
- 2006:  Maria am Wasser - regi Thomas Wendrich
- 2007:  War and Peace - regi Robert Dornhelm
- 2015 – Deutschland 83 (TV-serie)
- 2018 – Deutschland 86 (TV-serie)
- 2020 – Deutschland 89 (TV-serie)
- 2025 – Brick